# The Secretary of Dreams
The Secretary of Dreams sind zwei illustrierte Sonderausgaben mit Kurzgeschichten des US-Autors Stephen King, die in den Jahren 2006 (Volume One) und 2010 (Volume Two) bei Cemetery Dance Publications erschienen sind. Die Kurzgeschichten waren zuvor bereits in anderen Sammlungen erschienen. Die beiden Bände von The Secretary of Dreams wurden nicht auf Deutsch veröffentlicht. Illustriert wurden die beiden Bücher von dem Künstler Glenn Chadbourne aus Kings Heimatstaat Maine. Chadbourne hatte mit King schon bei einer Sonderausgabe von Colorado Kid zusammengearbeitet. An The Secretary of Dreams – Volume One zeichnete er zwei Jahre lang.

## Die enthaltenen Kurzgeschichten
Folgende Kurzgeschichten wurden ausgewählt (in Klammern die Sammlungen, in denen sie bereits erschienen sind):
Volume One
- Home Delivery, deutsch: Hausentbindung (Albträume)
- The Road Virus Heads North, deutsch: Der Straßenvirus zieht nach Norden (Im Kabinett des Todes)
- Jerusalem's Lot, deutsch: Briefe aus Jerusalem (Nachtschicht)
- Rainy Season, deutsch: Regenzeit (Albträume)
- The Reach, deutsch: Der Gesang der Toten (Der Gesang der Toten)
- Uncle Otto's Truck, deutsch: Onkel Ottos Lastwagen (Der Gesang der Toten)

Volume 2
- One for the Road, deutsch: Einen auf den Weg (Nachtschicht)
- The Monkey, deutsch: Der Affe (Der Fornit)
- Gray Matter, deutsch: Graue Masse (Nachtschicht)
- In the Deathroom, deutsch: Im Kabinett des Todes (Im Kabinett des Todes)
- Strawberry Spring, deutsch: Erdbeerfrühling (Nachtschicht)
- Nona, deutsch: Nona (Der Gesang der Toten)

## Konzept der Bücher
Mit Ausnahme der farbigen Buchcover (das in Volume One unter anderem die in King-Büchern häufig auftauchende Nervenheilanstalt Juniper Hill, sowie einen mit Kingschen Motiven gefüllten Schrank zeigt), sind die Illustrationen durchgehend schwarzweiß gehalten. Die Geschichten wurden dabei auf zwei unterschiedliche Arten und Weisen illustriert:
- Bei der Hälfte der Geschichten (Nummer 1, 3 und 5) sind die Illustrationen begleitender Natur, d. h. der Fließtext wird durch teils kleinere, teils ganz- oder auch doppelseitige Zeichnungen unterbrochen, die ausgewählte Passagen zum Thema haben.
- Die andere Hälfte ist wie ein Comic angelegt: Zwar ist jeweils der komplette Text der Kurzgeschichte übernommen worden, ist hier jedoch eingebettet in die einzelnen Bilder, teils mit Sprech- und Denkblasen oder den für Comics üblichen Lautmalereien.

Chadbourne versteckt auch Anspielungen auf anderen Werke Kings: Das Cover von Volume One zeigt im Schränkchen zum Beispiel den Affen aus der Kurzgeschichte The Monkey (deutsch: „Der Affe“ aus Der Fornit); auf dem Flohmarkt, wo Richard Kinnell das Bild Der Straßenvirus zieht nach Norden kauft, wird auch eine alte Ausgabe des Comics Creepshow verscherbelt.

## Aufmachung und Auflage
- Volume One umfasst 281 Seiten. Informationen zu den Künstlern sind dabei lediglich dem Umschlag zu entnehmen.
- Volume One ist in der „Gift Edition“ (deutsch: „Geschenkausgabe“) 31 cm hoch und 23 cm breit.
- Volume One ist in einem brauen Schuber verpackt; wie auch das Buch selbst (ohne Umschlag) ist dieser mit teils goldener (Titel), teils orangefarbener (Autorenname) Aufschrift verziert.
- Volume Two umfasst 260 Seiten.
- Da die Erstausgaben („Gift Edition“) der beiden Bände nur jeweils 5000 Exemplare umfassen und kein Nachdruck geplant ist, galten die Bände schon bei Erscheinen als Sammlerstücke. Weitere Auflagen der beiden Bände umfassen jeweils 802 Einzelbücher. Alle Ausgaben sind signiert.